# Marian Kotleba

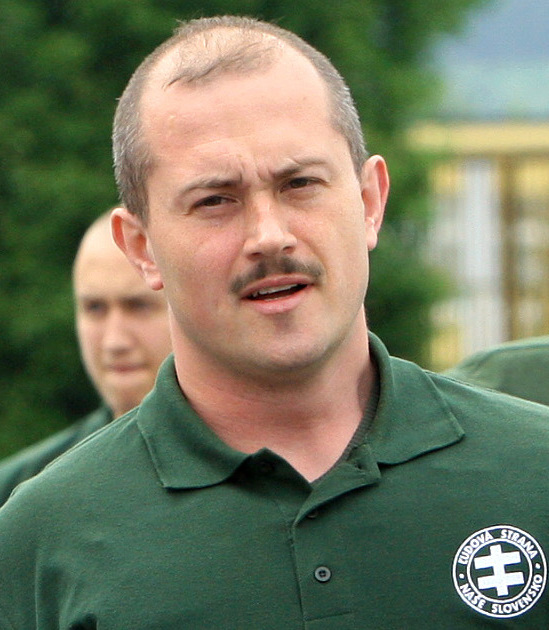
Marian Kotleba

Marian Kotleba, född 7 april 1977, är en slovakisk politiker och ledare för det högerextrema partiet Vårt Slovakien. Mellan 2013 och 2017 var Kotleba guvernör för regionen Banská Bystrica. Han har beskrivits som en ledande figur inom slovakisk nynazism.